# Aeródromo Municipal de Linares
El Aeródromo Municipal de Linares (OACI: SCLN) es un terminal aéreo ubicado a 4.5 kilómetros al este de Linares, Provincia de Linares, Región del Maule, Chile. Este aeródromo es de carácter público.